# 坎寧縣
坎寧縣（英語：Canyon County）是美国爱达荷州西部的一個縣，西鄰俄勒冈州，面積1,563平方公里。根據2020年美國人口普查，共有人口23萬1,105人（2022年估計為25萬1,065人）。縣治考德威爾（Caldwell），最大城市為楠帕（Nampa）。該縣成立於1891年3月7日，縣名指的是博伊西河或蛇河的峽谷。